# La Neuville-Sire-Bernard
La Neuville-Sire-Bernard är en kommun i departementet Somme i regionen Hauts-de-France i norra Frankrike. Kommunen ligger i kantonen Moreuil som tillhör arrondissementet Montdidier. År 2022 hade La Neuville-Sire-Bernard 279 invånare.

## Befolkningsutveckling
Antalet invånare i kommunen La Neuville-Sire-Bernard
| Referens: INSEE |